# Ablaikhan Zhussupov
Ablaikhan Zhussupov (Abay, 10 gennaio 1997) è un pugile kazako.

## Palmarès
- Campionati mondiali

Amburgo 2017: bronzo nei pesi welter.
- Campionati asiatici

Tashkent 2017: argento nei pesi welter.
- Giochi olimpici giovanili

Nanchino 2014: oro nei pesi superleggeri.
- Campionati mondiali giovanili

Sofia 2014: oro nei pesi leggeri.